# Зуботрясовка
Зуботрясовка (укр. Зуботрясівка) — село,
Водянский сельский совет,
Верхнеднепровский район,
Днепропетровская область,
Украина.
Код КОАТУУ — 1221083305. Население по переписи 2001 года составляло 24 человека.

## Географическое положение
Село Зуботрясовка находится на левом берегу реки Домоткань,
выше по течению примыкает село Новосёловка,
ниже по течению на расстоянии в 1 км расположено село Николаевка.
Река в этом месте пересыхает.